# 2019年木球世界盃
2019年世界盃板球賽（英語：2019 Cricket World Cup），是第12屆板球世界杯，由英格兰和威爾斯共同主辦，於2019年5月30日至7月14日舉行。冠軍賽在倫敦的羅德板球場舉行，最終由英格蘭板球隊獲得冠軍。